# Zastava Singapura
Zastava Singapura usvojena je 3. prosinca 1959. godine, zajedno s grbom i himnom. Podijeljena je na dva vodoravna dijela crvene i bijele boje. Na gornjem crvenom dijelu nalazi se bijeli polumjesec i pet bijelih zvijezda koje formiraju krug. 
Crvena boja simbolizira bratstvo i jednakost svih ljudi, a bijela čednosti i moć. Polumjesec označava mladu naciju, a zvijezde singapurske ideale: demokraciju, mir, napredak, pravednost i jednakost.

## Također pogledajte
- Grb Singapura
- Himna Singapura